# Francisco Varallo
Francisco Antonio Varallo (ur. 5 lutego 1910 w La Placie, zm. 30 sierpnia 2010 tamże) – argentyński piłkarz, napastnik. Srebrny medalista  I Mistrzostw Świata w Piłce Nożnej 1930. Długoletni zawodnik Boca Juniors. Obdarzany przydomkiem Pancho.
Karierę zaczynał w 12 de Octubre. Później grał w Gimnasia y Esgrima La Plata (mistrzostwo kraju w 1929), jednak większość kariery spędził w Boca Juniors. W pierwszym zespole występował w latach 1931–1939. Trzykrotnie był mistrzem kraju (1931, 1934 i 1935), w 1933 został królem strzelców. W lidze zdobył 181 goli w 210 spotkaniach. Tworzył znakomite trio napastników z Roberto Cherro i Paragwajczykiem Cáceresem.
Znalazł się w składzie Argentyny na premierowe mistrzostwa świata w Urugwaju, w turnieju strzelił jedną bramkę, zagrał w meczu finałowym. Z Argentyną triumfował w Copa América 1937. W kadrze grał w latach 1930–1937, w 16 meczach zdobył 7 bramek.
W 1994 został uhonorowany FIFA Order of Merit. 5 lutego 2010 roku skończył 100 lat. Był ostatnim żyjącym piłkarzem MŚ 30.